# Staalframebouw

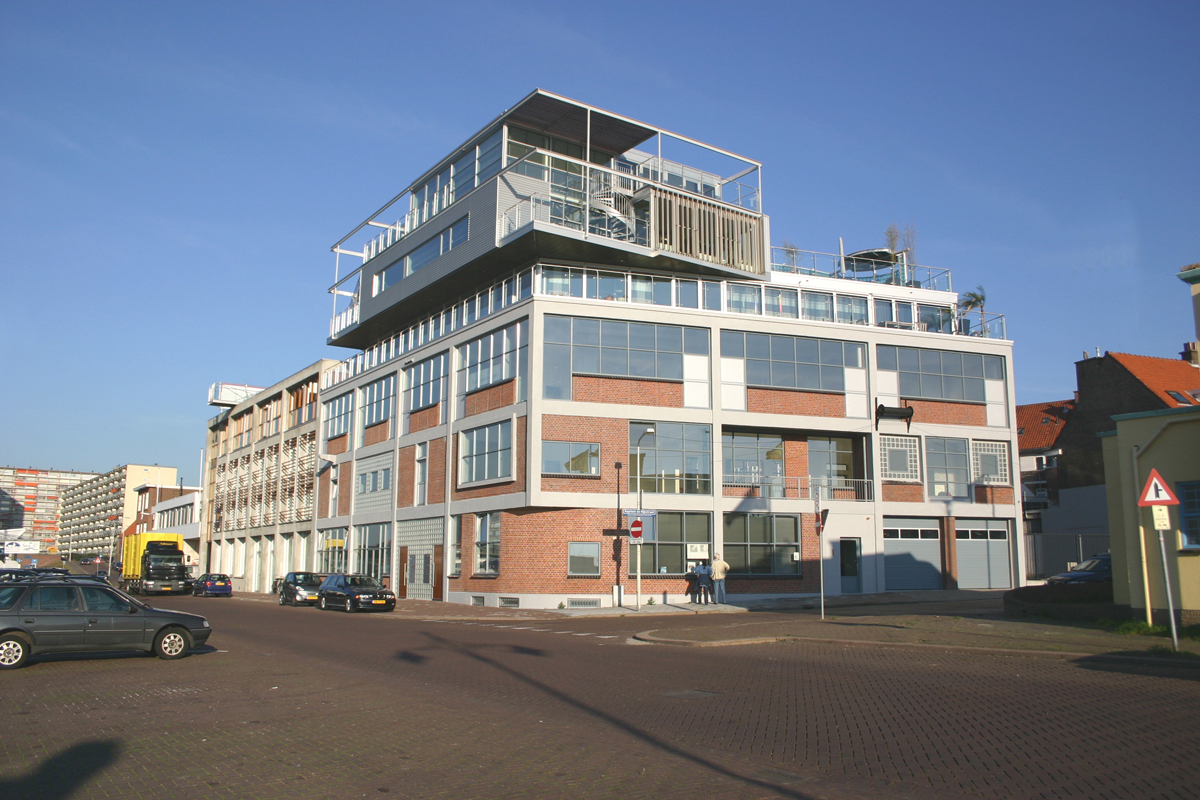
Staalframebouw: Renovatie pakhuizen Nautilus en IJsvis, Scheveningen

Staalframebouw is een bouwwijze waarbij met schijfvormige complete elementen zoals vloeren en wanden een dragende skeletconstructie wordt samengesteld.
De elementen worden opgebouwd uit koudgevormde profielen gevormd uit dunwandige staalplaat. Deze zijn al in de staalfabriek voorzien van een conserverende zinklaag. Voor warmte- en geluidsisolatie zijn de elementen te vullen met minerale wol (steenwol of glaswol) en een dampremmende laag (PE-folie), zodat een dun gevel- of dakpakket ontstaat. 
De ruimte tussen de staalprofielen is te benutten voor leidingen en installaties. Vaak al in de fabriek, maar ook in het werk, wordt aan de buitenkant Oriented Strand Board (OSB) aangebracht en aan de binnenkant gipsplaat. Dit geeft de constructie brandwerendheid en dient als binnenwandafwerking. De elementen ontlenen aan deze beplating vaak constructieve schijfwerking, zodat aanvullende stabiliteitsvoorzieningen achterwege kunnen blijven.

## Nederland
Tijdens de Wederopbouw werd geëxperimenteerd met systeembouw om de woningnood te lenigen. Het Polynorm-systeem, ontworpen door Alexandre Horowitz, maakte gebruik van dunne staalplaat, geproduceerd door de Koninklijke Hoogovens. Hiermee werden in Amersfoort vier proefwoningen, en in Bunschoten en Eindhoven in totaal meer dan 300 woningen gebouwd. Toen de overheidssubsidie medio jaren vijftig verviel, bleek het systeem niet marktconform levensvatbaar.
Midden jaren negentig herintroduceerde Corus het in Angelsaksische en Scandinavische landen doorontwikkelde bouwsysteem staalframebouw in Nederland onder de merknaam Star-Frame. Licentiehouders bieden het aan als compleet bouwsysteem of zijn gespecialiseerd in vloer-, dak of gevelelementen. In 2006 wonnen de optop-appartementen Nautilus in Scheveningen de Nationale Staalprijs met een combinatie van staalskeletbouw en staalframe wanden en vloeren.